# Société d’Automobiles à Genève

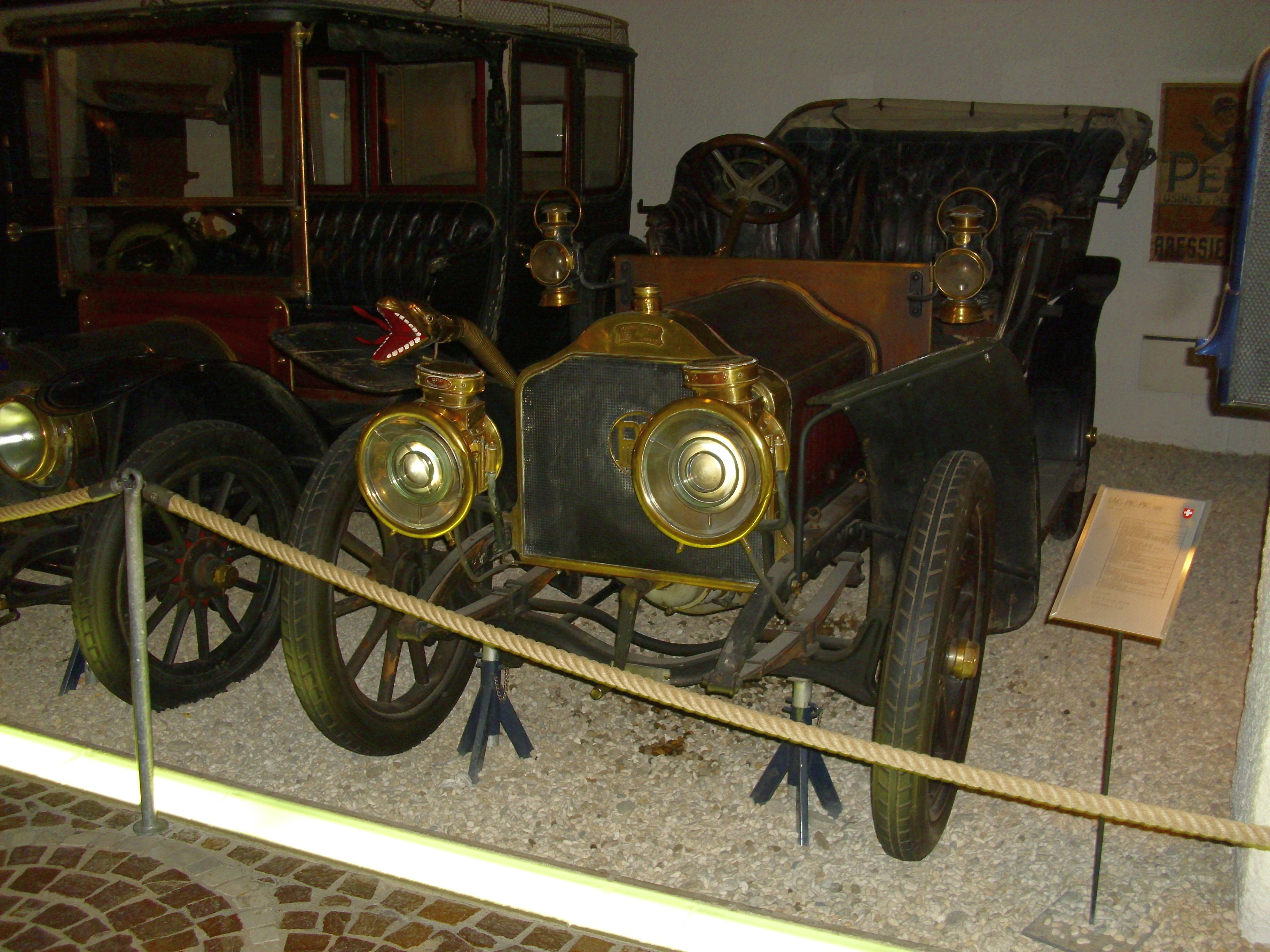
SAG von 1906 in der Fondation Gianadda

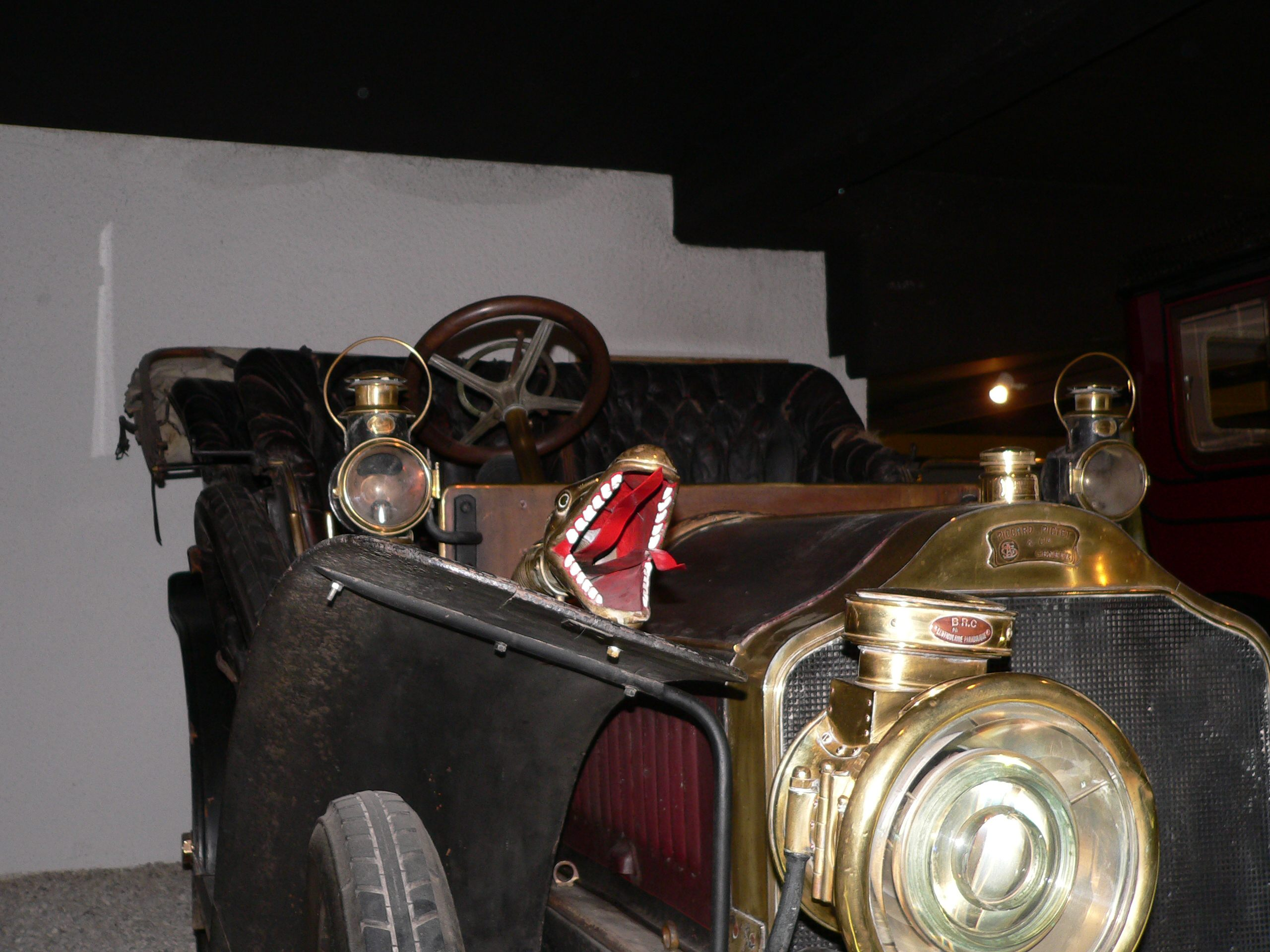
Ausschnitt des Fahrzeugs

Société d’Automobiles de Genève war ein Schweizer Automobilhersteller. Es gibt auch die Schreibweise Société des Automobiles de Genève.

## Unternehmensgeschichte
Lucien Pictet gründete 1904 das Unternehmen in Genf. Es begann 1906 mit der Produktion von Automobilen. Der Markenname lautete SAG. Das Unternehmen stellte 165 Fahrzeuge her. 1910 übernahm Ateliers Piccard-Pictet & Cie. das Unternehmen. Daraufhin wurden die Fahrzeuge als Pic-Pic vermarktet.

## Fahrzeuge
Zunächst gab es die Modelle 20/24 CV und 35/40 CV mit einem Vierzylindermotor. 1907 ergänzte der 28/32 CV das Sortiment. Sein Sechszylindermotor hatte je Zylinder 100 mm Bohrung und 120 mm Hub, was 5655 cm³ Hubraum ergab. Die Motoren entstanden nach Lizenz von La Hispano-Suiza.
Ein Fahrzeug dieser Marke ist im Musée de l’automobile de la Fondation Pierre Gianadda in Martigny zu besichtigen.